# Nannopterix choreutes
Nannopterix choreutes là một loài bướm đêm thuộc họ Micropterigidae. Nó được tìm thấy ở Nouvelle-Calédonie, from the Table Unio phía nam đến Rivière Bleue.
Chiều dài cánh trước khoảng 2.4 mm đối với con đực. 